# Kakure kirishitan

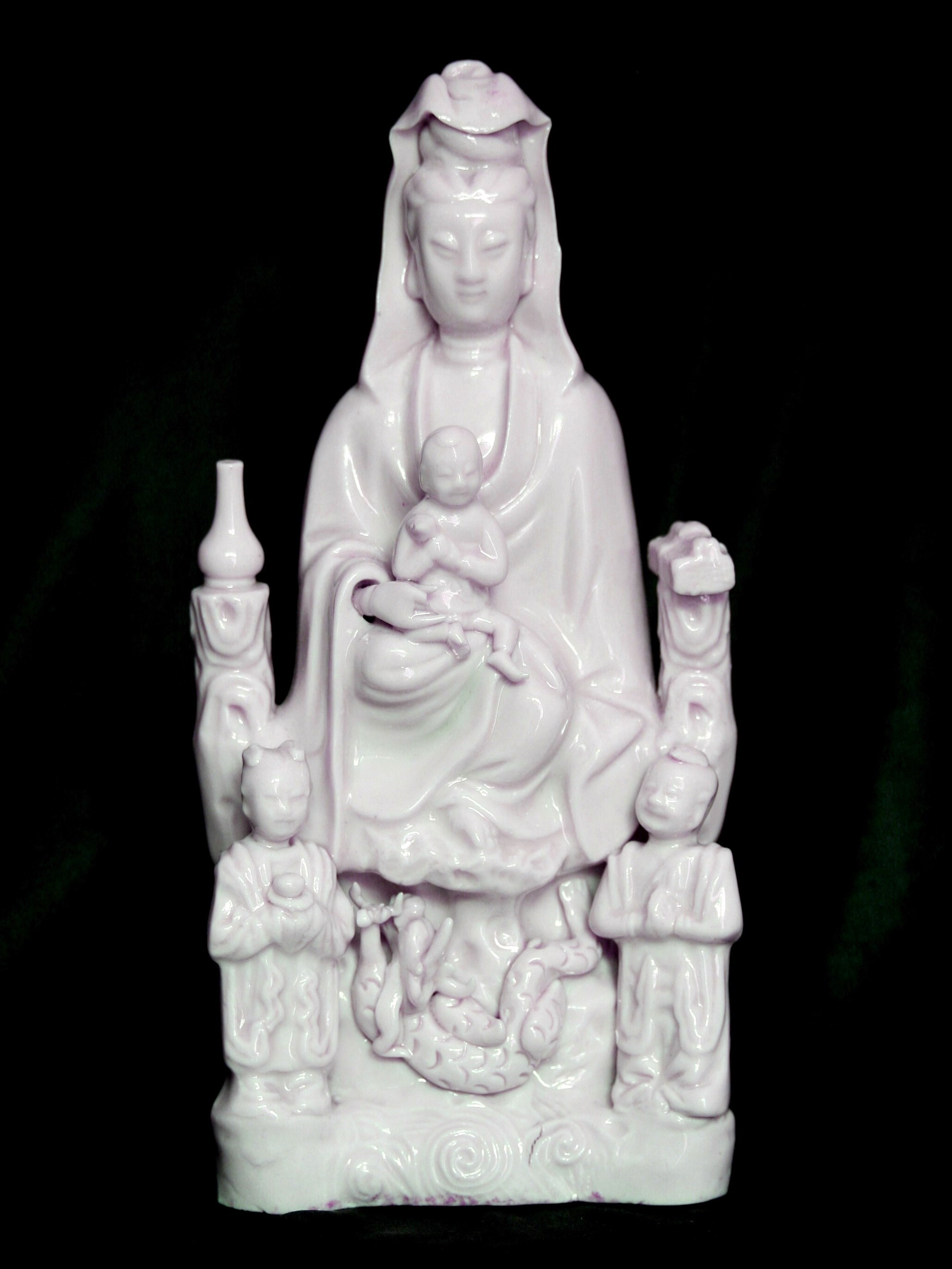
Statue de Maria-Kannon : vierge Marie ressemblant au Kannon bouddhiste de manière à cacher sa signification chrétienne (collection Nantoyōsō, Japon).

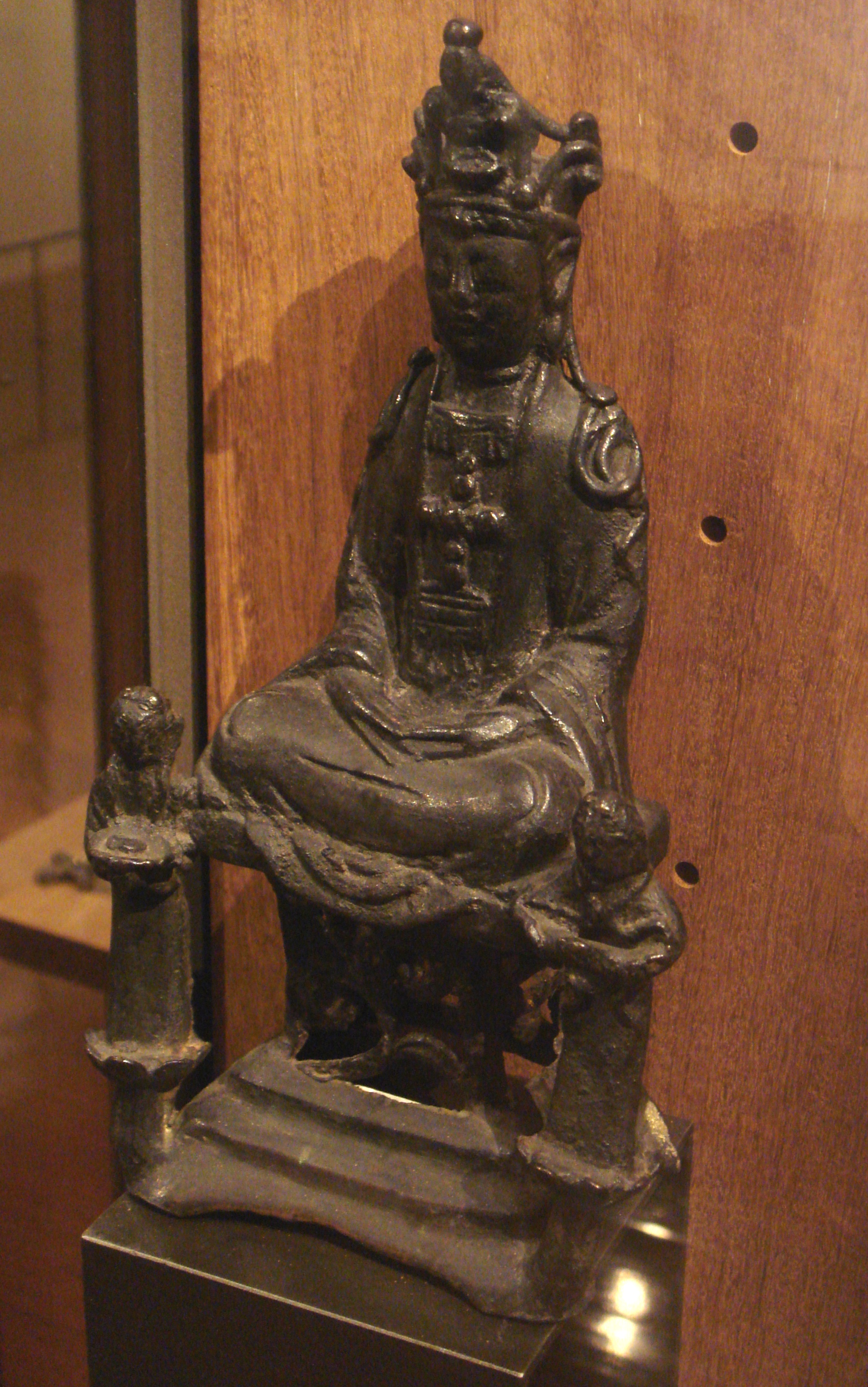
Vierge Marie déguisée en Kannon, culte Kirishitan, XVIIe siècle (Japon), salle des Martyrs, Missions étrangères de Paris.

Kakure kirishitan (隠れキリシタン, japonais pour « chrétiens cachés ») est un terme moderne pour désigner un membre de l'église catholique japonaise de l'époque d'Edo qui entre dans la clandestinité après la rébellion de Shimabara dans les années 1630,.

## Histoire

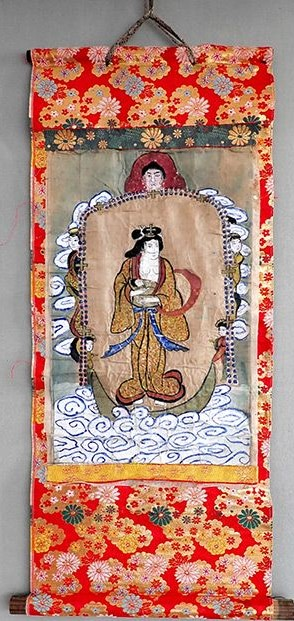
Vierge Marie en kimono (Hirado, Préfecture de Nagasaki).

Les kakure kirishitan sont appelés les chrétiens « cachés » parce qu'ils continuent à pratiquer le christianisme en secret. Ils pratiquent leur culte dans des pièces secrètes au sein de résidences particulières. Au fil du temps, les visages des saints et de la vierge Marie sont transformés en figurines qui ressemblent à des statues traditionnelles de bouddhas et de bodhisattvas. Les prières sont adaptées pour ressembler à des chants bouddhistes, tout en conservant beaucoup de mots non traduits du latin, du portugais et de l'espagnol. La Bible et d'autres parties de la liturgie sont transmises oralement, par craintes que les ouvrages imprimés soient confisqués par les autorités.
Le pouvoir traque ces chrétiens et invente la méthode du fumi-e pour les identifier : toute personne refusant de piétiner une image de Jésus ou de la Vierge Marie est considérée comme chrétienne.
Environ 30 000 chrétiens cachés, dont certains ont adopté ces nouvelles façons de pratiquer le christianisme, sortent de cachette quand la liberté religieuse est rétablie en 1873 après la restauration de Meiji. Les kakure kirishitan sont alors appelés mukashi kirishitan (昔キリシタン), c'est-à-dire « anciens » chrétiens, et émergent non seulement des zones traditionnelles chrétiennes de Kyushu, mais aussi d'autres régions rurales du Japon.
La majorité des kakure kirishitan rejoint l’Église catholique après avoir renoncé aux peu orthodoxes pratiques syncrétiques. De petits groupes sont approchés en premier par Mgr Bernard Petitjean, vicaire apostolique de Nagasaki. Certains kakure kirishitan qui ne rejoignent pas l’Église catholique deviennent connus sous le nom hanare kirishitan (離れキリシタン, « chrétiens séparés »). Les hanare kirishitan se trouvent à présent principalement dans le quartier Urakami de Nagasaki et dans les îles Gotō.

## Disparition moderne deshanare kirishitan
Après la légalisation du christianisme et la sécularisation du Japon, de nombreuses lignées de hanare kirishitan s'éteignent brusquement. Traditionnellement, les garçons apprennent les rites et les prières de leurs pères, mais quand les garçons sont indifférents ou s'éloignent du domicile familial, il n'y a plus personne pour continuer la lignée.
Pendant un certain temps, les hanare kirishitan passent pour avoir entièrement disparu en raison de leur tradition du secret. Un groupe sur les îles Ikitsuki de la préfecture de Nagasaki, négligé par le gouvernement japonais à l'époque de la persécution, a rendu ses pratiques publiques dans les années 1980 et les accomplit maintenant pour le public. Ces pratiques requièrent cependant certains attributs du théâtre, comme le récit de contes et l'utilisation de statues et autres images que les chrétiens plus « souterrains » n'avaient jamais créés.
L'anthropologue Christal Whelan a découvert quelques hanare kirishitan sur les îles Gotō où ils s'étaient jadis réfugiés. Il n'y avait que deux prêtres survivants sur les îles, tous deux âgés de plus de 90 ans et qui ne se parlaient pas. Les rares laïcs survivants avaient également tous atteint un âge avancé, et certains d'entre eux n'avaient plus de prêtres de leur lignée et priaient seuls. Malgré leur forte tradition du secret, ces hanare kirishitan acceptèrent d'être filmés pour son documentaire Otaiya.